# Carrefour (Haiti)
Carrefour este o comună din arondismentul Port-au-Prince, departamentul Ouest, Haiti, cu o suprafață de 165,16 km2 și o populație de 373.913 locuitori (2009).